# Molasse-Wand bei Seltmans

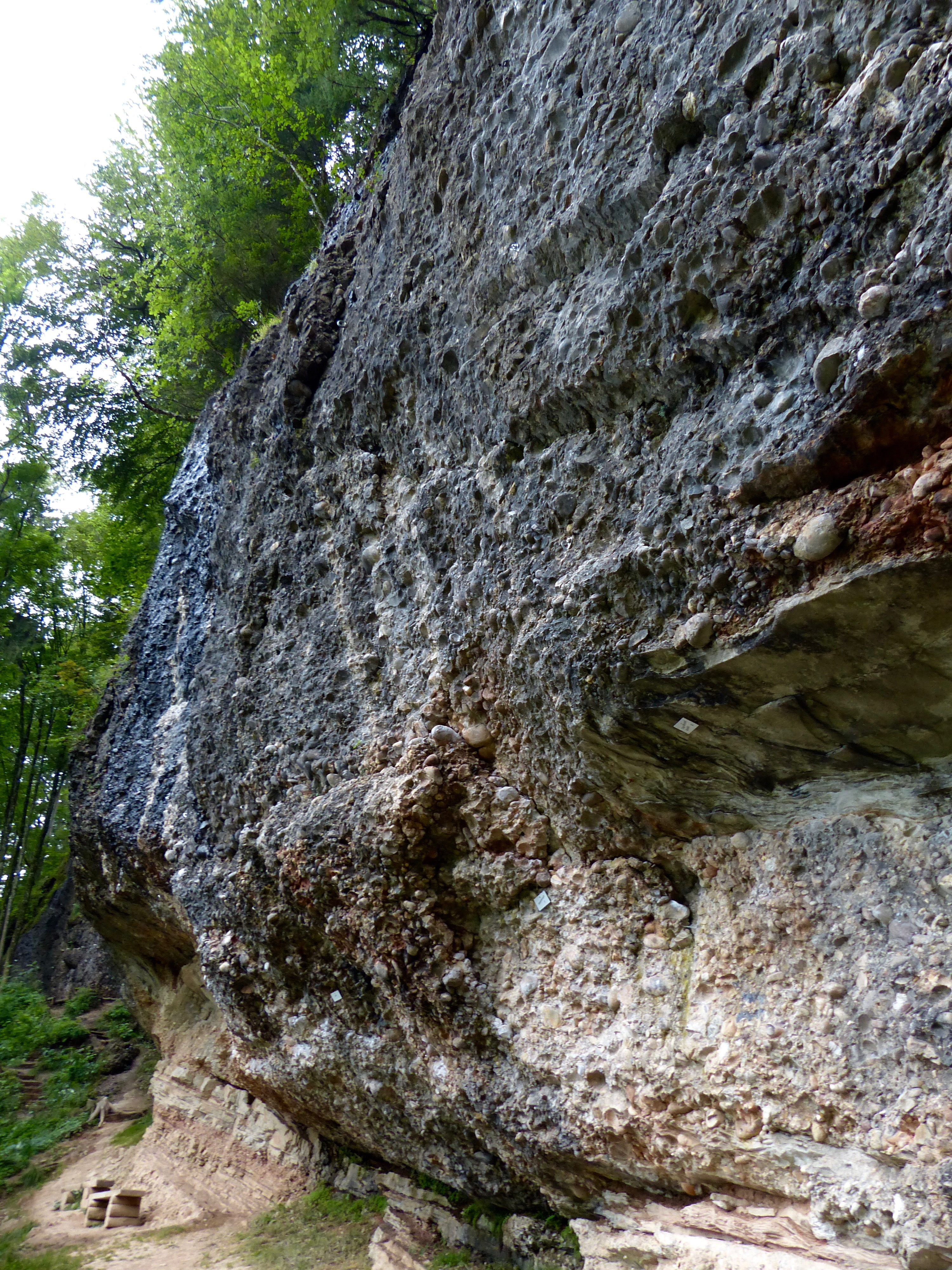
Molasse-Wand bei Seltmans

Die Molasse-Wand von Seltmans ist ein Geotop nordwestlich von Weitnau im Landkreis Oberallgäu. Die etwa 15 m hohe Felswand wird aus fein- bis grobkörnigen Sedimenten der Oberen Meereswassermolasse des Eggenburgium bis Ottnangium aufgebaut.

## Geologie

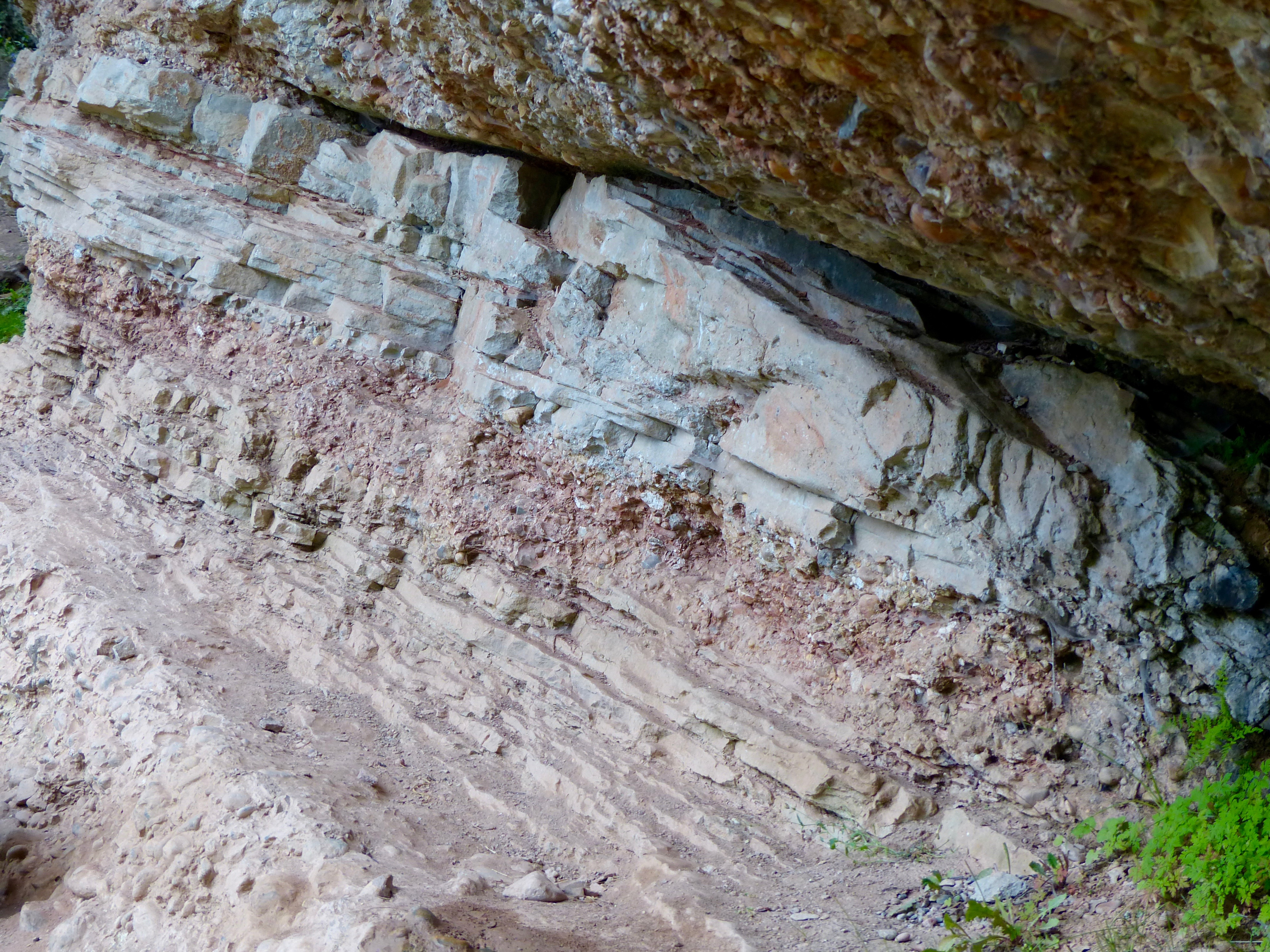
Wechsellagerung aus Konglomeraten und Feinsandsteinen

Der Aufschluss im Tal des Unteren Argen bei Seltmans befindet sich regionalgeologisch im Südteil der aufgestellten Vorlandmolasse. Im Untermiozän – vor etwa 20 Millionen Jahren (Burdigalium) – drang das Meer aus Südwesten in den nördlichen Alpenraum vor und lagerte innerhalb von drei Millionen Jahren mehrere Hundert Meter fein- bis grobklastische, marine bis limnisch-fluviatile Sedimente ab.
Die Gegend von Weitnau – Seltmans lag in dieser Zeit am Südrand eines marinen Meeresbeckens in der Nähe des miozänen Küstenverlaufs. Der Aufbau der Schichtenfolge der Felswand verdeutlicht den starken Einfluss der grobklastischen Schüttungen aus dem Bereich des Hochgrates.
Die Basis der Schichtenfolge in Seltmans bilden fein- bis mittelkörnige Sand- und Mergelsteine, die im marinen Bereich abgelagert wurden. Sie werden überlagert von mehreren Wechsellagerungsfolgen von küstennah gebildeten Sand- und Mergelsteinen, in die grobe Konglomeratbänke (Nagelfluh) eingelagert sind, die im Deltabereich des Hochgratschwemmfächers abgesetzt wurden und sich mit den Flachwassersedimenten des Meeresbeckens intensiv verzahnen.
Am Aufschluss sind zahlreiche Sedimentstrukturen, die Kreuz-, Rippel-, Flaser- und Schrägschichtung, Belastungsmarken an den Schichtunterseiten sowie Bioturbation zu erkennen. Die sandigen Mergelsteine sind häufig linsenförmig in die Konglomerate eingelagert und belegen die wechselvollen Ablagerungsverhältnisse am Südrand des Molassemeeres.
Die schlecht sortierten Gerölle bestehen im Aufschluss aus ca. 40 % fein- bis grobkörnigen Sandsteinen und 5–10 % Gneis, der aus zentralen Teilen der Alpen ins Vorlandbecken transportiert wurde.
Das Geotop Molasse-Wand NW von Seltmans ist vom Bayerischen Landesamt für Umwelt als geowissenschaftlich bedeutendes Geotop (Geotop-Nr. 780A026) mit einer Eignung als Exkursions- und Forschungsobjekt eingestuft worden.

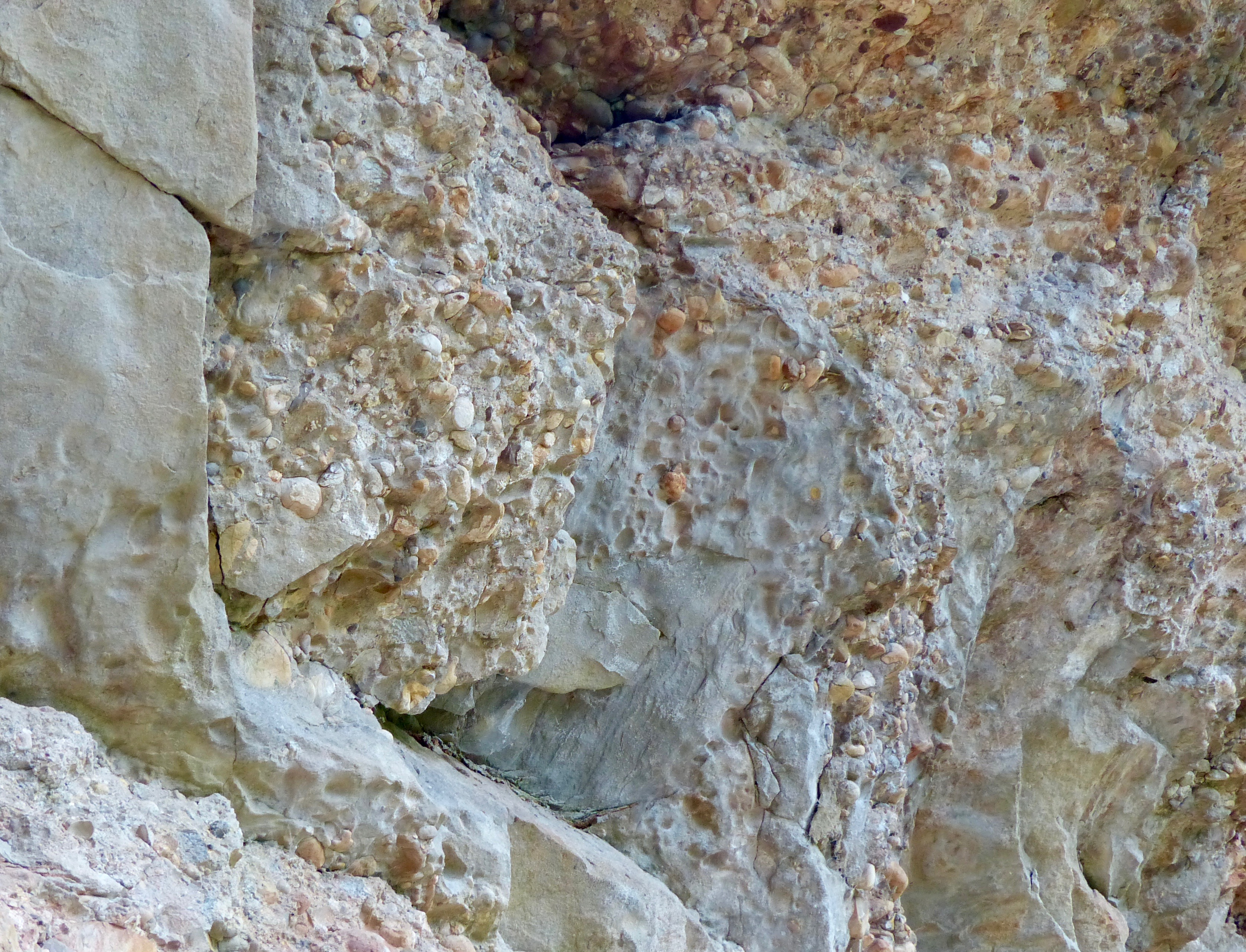
Blick auf die Schichtunterseiten mit Belastungsmarken
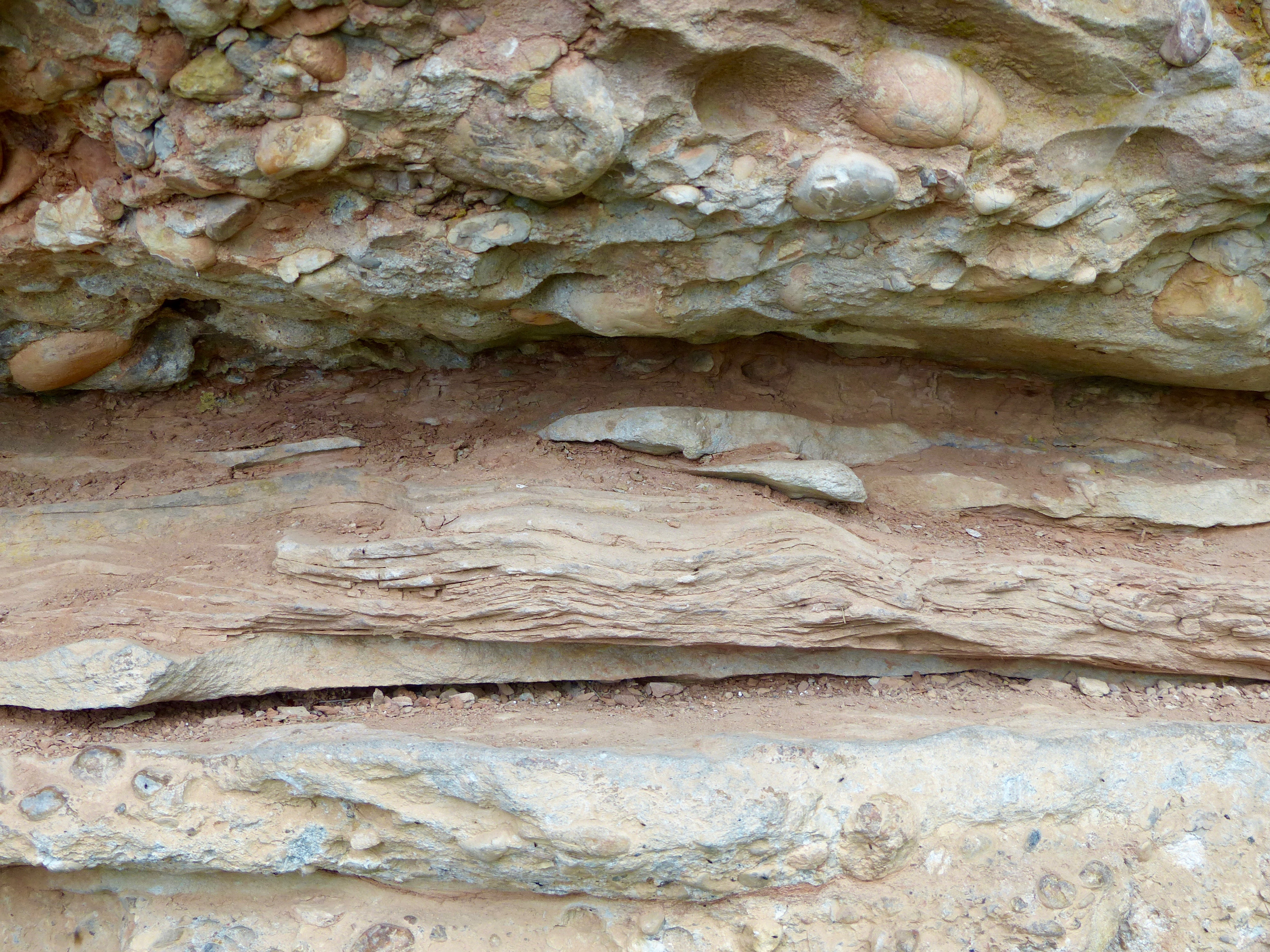
Sandsteinlinsen in einer Mergellage
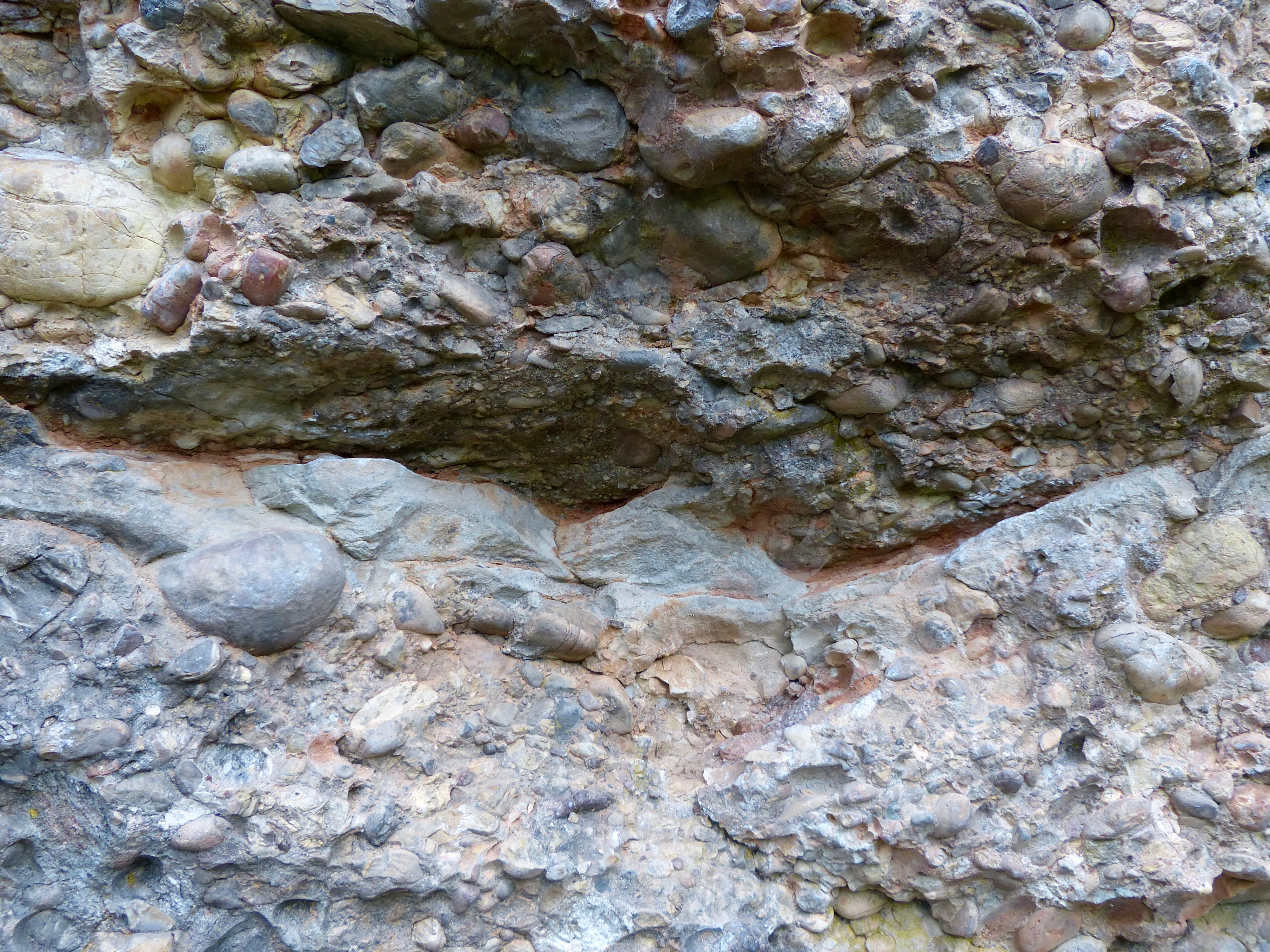
Einlagerung von Mergelsteinen in die Konglomeratschüttung
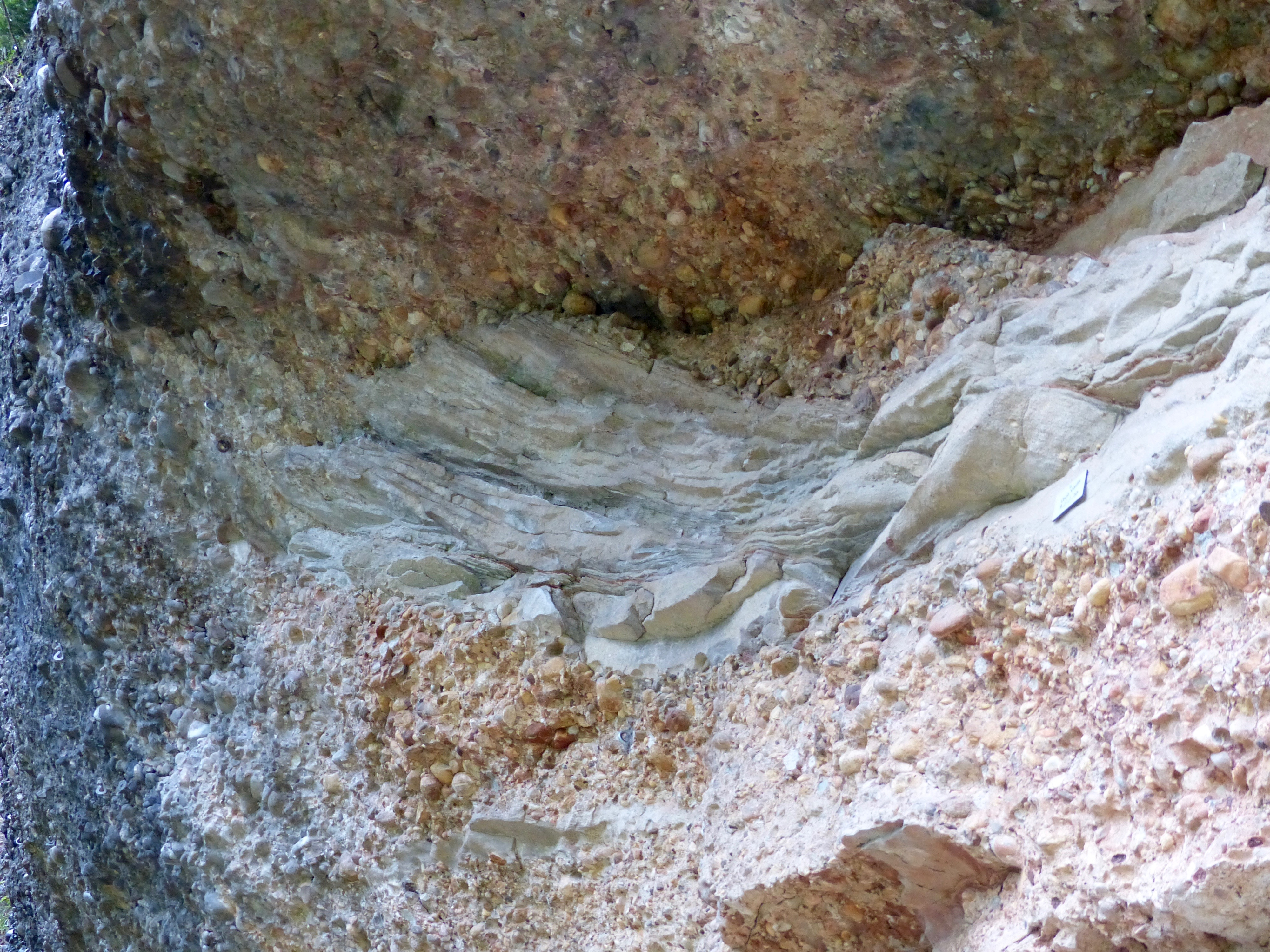
Auskeilende Mergelsteinlage
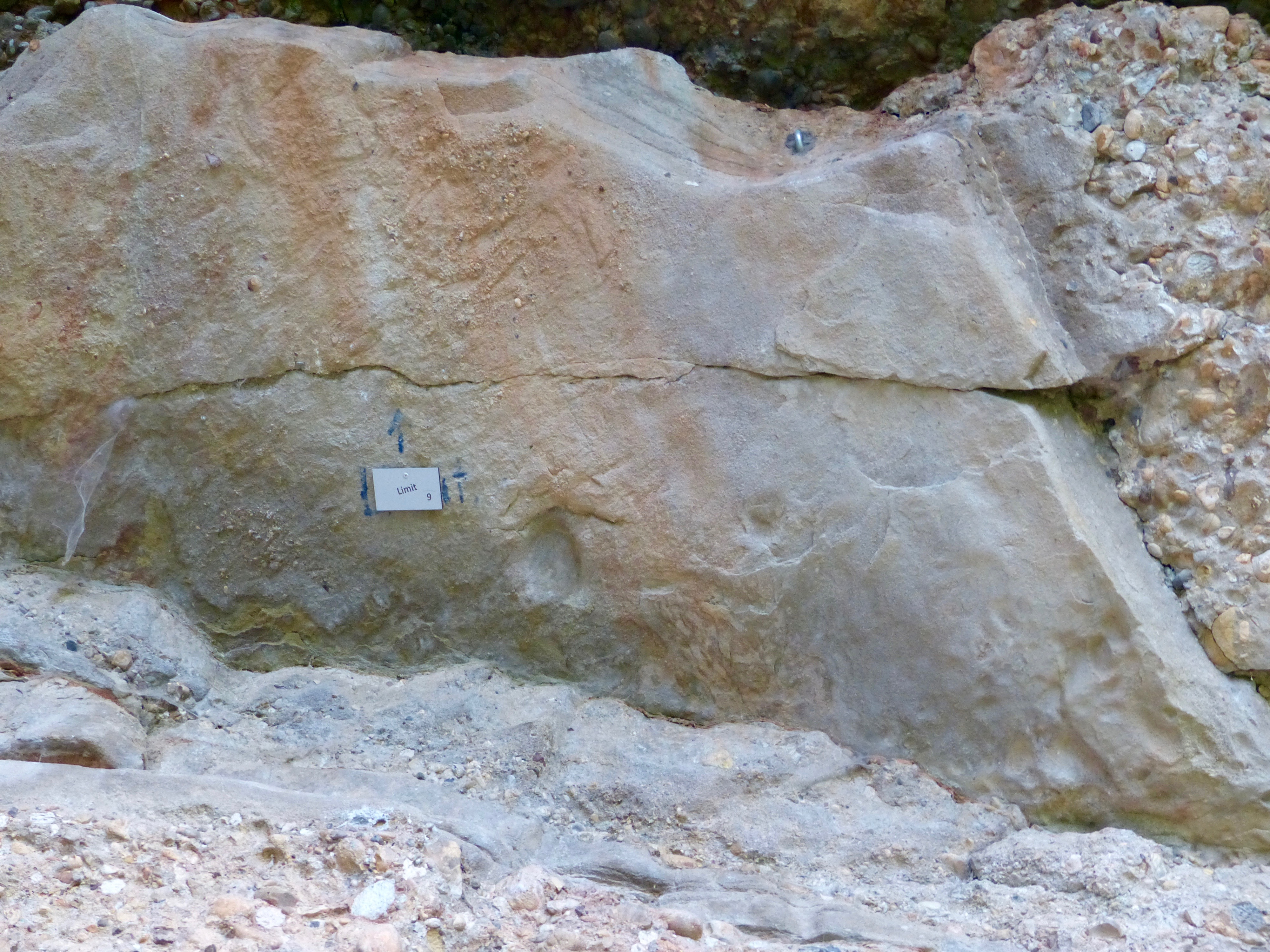
Blick auf die Schichtunterseite einer Feinsandsteinlage

## Heutige Situation
Der Molasse-Aufschluss bei Seltmans wird heute als Klettergarten genutzt. An einigen Stellen sind Felssicherungsmaßnahmen zum Schutz der Kletterer durchgeführt worden. Kletterstrecken wurden markiert und teilweise mit Sicherungshaken versehen.